# Johann Gottlob Modrach
Johann Gottlob Modrach (* 2. Februar  1720 in Görlitz; † 8. Januar 1802) war zwischen 1766 und 1778 im Abstand von jeweils zwei Jahren insgesamt sieben Mal Bürgermeister der Stadt Görlitz. Dabei wechselte er sich kontinuierlich mit Gottlob Wohlgemuth Rothe ab, der im gleichen Zeitraum (ein Jahr vorher) auch sieben Mal Bürgermeister war.
Vor seiner Zeit als Bürgermeister war er Bauinspektor und beispielsweise mit der Fertigstellung des Neptunbrunnens betraut.

## Leben
Johann Gottlob war der Sohn des „bei dem Kön. Poln. und Kurfürstl. Sächs. Amte des Fürstenthums Görlitz Sekretär“ Heinrich Gottlob Modrach (* 17. November 1683 in Dresden; † 21. April 1756) und Rosina (geborene Preibisius; verwitwete Tugendreich).
Bis zum Jahr 1733 erhielt Modrach Privatunterricht und ging dann auf das Görlitzer Gymnasium. Unter seinen Lehrern waren Grosser, Baumeister, Mylius, Franziskus Müller und Elias Eichler. Zwischen 1738 und 1742 studierte er in Leipzig.
Sechs Wochen nach seinem Studium kehrte er nach Görlitz zurück und wurde Advokat, im darauffolgenden Jahr Aktuar.
1748 stieg er zum Ratsherr auf, wurde 1754 Schöffe, 1765 Konsul und 1766 erstmals Bürgermeister. Seit seiner Zeit im Rat ist er auch zeitweise Waisenherr, Schul-, Waisenhaus- und Bauinspektor, Steuerinspektor, Biersteuergegenschreiber und Stadthauptmann gewesen.

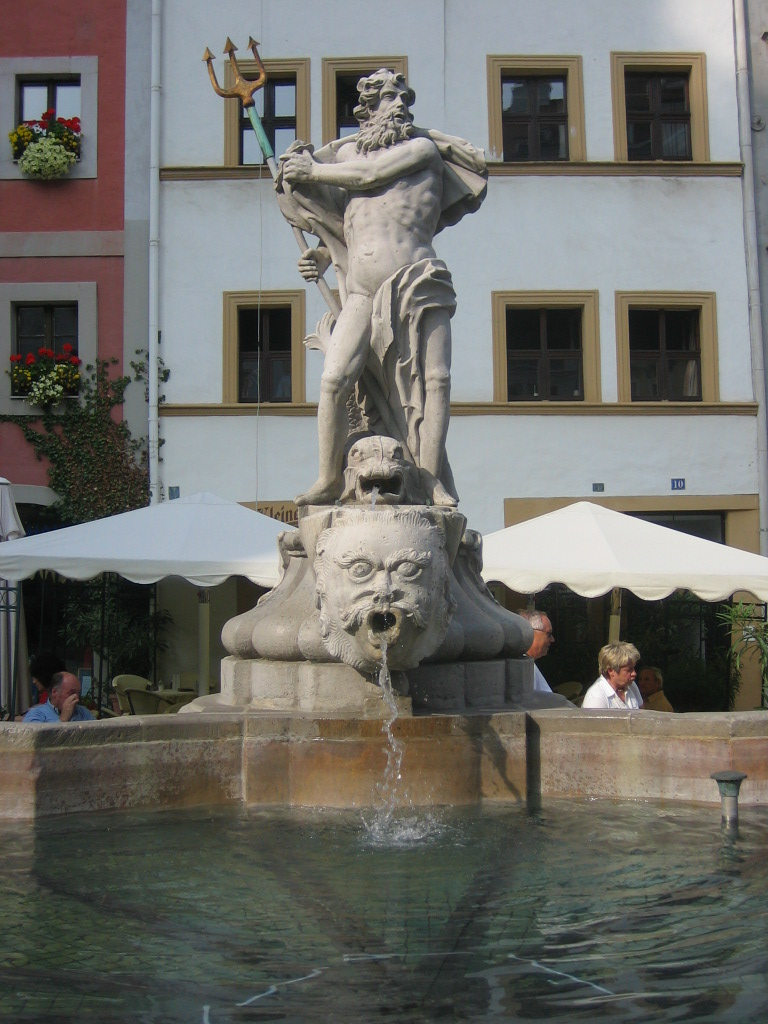

Bauinspektor war er seit dem Tod des bisherigen Traugott Leberecht Meißner († 1756). Er war also nun für die Fertigstellung des Neptunbrunnens verantwortlich. Weil die Neptunstatue, die in seinem Antrittsjahr 1756 aufgestellt wurde, zunächst nur mit einer Gabel aus Holz versehen war, spottete das Volk über Modrach. Er schickte sich also an, diese durch eine vergoldete Kupfergabel ersetzen zu lassen.
Nach über fünfzig Jahren im Ratskollegium legte er im Jahr 1801 alle Ämter nieder. Er starb am 8. Januar des darauffolgenden Jahres.

## Familie und Nachkommen
Johann Gottlob war nach Darstellung des Genealogen Walter von Boetticher eines Stammes mit den Freiherren von Modrach.
Modrach heiratete am 6. Juli 1744 Christiane Friederike, geborene Schäfer. Sie war die Tochter des Görlitzer Bürgermeisters Ehrenfried Schäfer und Anne Helene Nicius. Bürgermeister Abraham Friedrich Nicius war Christiane Friederikes Großvater. Modrachs älterer Bruder Heinrich Gottlob heiratete am 26. April 1745 Charlotte, geborene Schäfer und verwitwete Tugendreich. Sie war die ältere Schwester Christiane Friederikes.
Johann Gottlob Modrach zeigte fünf Söhne und sechs Töchter, wovon die jüngsten zwei Töchter totgeboren wurden, zwei weitere Töchter und vier Söhne das Erwachsenenalter nicht erreichten.
Unter den überlebenden Nachkommen waren Heinrich Gottlob Modrach, gleichen Namens wie sein Onkel und Großvater, Henriette Friederike und Christiane Karoline. Über Christiane Karoline sind keine weiteren Nachrichten bekannt. Henriette Friederike heiratete am 19. Februar 1792 den Archivdiakon in Löbau Heinrich Wilhelm Götze. Aus dieser Ehe entstammte Karl August.
Heinrich Gottlob (* 22. Januar 1748; † 25. Juni 1818) war Herr auf Niedermarkersdorf und Holtendorf. Am 28. Dezember 1796 erhielt er die beiden Anteile seiner Schwestern hinzu. In Görlitz war er wie sein Vater Oberamtsadvokat und Schöppe, später auch Richter und außerdem Mitglied in der Oberlausitzischen Gesellschaft der Wissenschaften. Am 25. Juni 1776 heiratete er des bereits verstorbenen Ratsherren bzw. Bauinspektors Traugott Leberecht Meißners Tochter Regina Friederike. Er hinterließ fünf Kinder, wovon zwei vor dem Jahr 1802 starben. Die überlebenden hießen Christiane Friederike, Daniel Heinrich und Christiane Henriette.
Das Wappen seiner Familie zeigt laut Walter von Boetticher im geteilten Schild oben einen Löwen im schwarzen Feld und unten einen dreimal gespaltenen Schild abwechselnd in den Farben gold und schwarz. Es entspricht damit dem Wappen der ebenfalls oberlausitzischen Familie Mudra. Eine Verwandtschaft ist trotz gemeinsamer Wappen, ähnlicher Herkunft und ähnlicher Namen nicht nachgewiesen.